# Asbury (Iowa)
Asbury es una ciudad situada en el condado de Dubuque, en el estado de Iowa, Estados Unidos. Según el censo de 2000 tenía una población de 2450 habitantes.

## Geografía
Según la Oficina del Censo de los Estados Unidos, la localidad tiene un área total de 6,53 km², la totalidad de los cuales corresponden a tierra firme.

## Demografía
Según el censo de 2000, había 2450 personas, 846 hogares y 728 familias residiendo en la localidad. La densidad de población era de 375,23 hab./km². Había 867 viviendas con una densidad media de 132,8 viviendas/km². El 98,49% de los habitantes eran blancos, el 0,49% afroamericanos, el 0,37% asiáticos, 0,04% isleños del Pacífico, el 0,24% de otras razas, y el 0,37% pertenecía a dos o más razas. El 0,73% de la población eran hispanos o latinos de cualquier raza.
Según el censo, de los 846 hogares, en el 44,4% había menores de 18 años, el 77,8% pertenecía a parejas casadas, el 6,6% tenía a una mujer como cabeza de familia, y el 13,9% no eran familias. El 11,0% de los hogares estaba compuesto por un único individuo, y el 2,8% pertenecía a alguien mayor de 65 años viviendo solo. El tamaño promedio de los hogares era de 2,90 personas, y el de las familias de 3,13.
La población estaba distribuida en un 30,7% de habitantes menores de 18 años, un 7,1% entre 18 y 24 años, un 27,7% de 25 a 44, un 27,8% de 45 a 64, y un 6,7% de 65 años o mayores. La media de edad era 36 años. Por cada 100 mujeres había 98,5 hombres. Por cada 100 mujeres de 18 años o más, había 98,5 hombres.
Los ingresos medios por hogar en la localidad eran de 60.100 dólares ($), y los ingresos medios por familia eran 64.097 $. Los hombres tenían unos ingresos medios de 41.935 $ frente a los 25.337 $ para las mujeres. La renta per cápita para la ciudad era de 21.447 $. El 4,0% de la población y el 4,5% de las familias estaban por debajo del umbral de pobreza. El 4,3% de los menores de 18 años y el 7,9% de los habitantes de 65 años o más vivían por debajo del umbral de pobreza.